# Rijad as-Sulh
Rijad as-Sulh (arab. رياض الصلح, ur. 1894, zm. 17 lipca 1951 w Ammanie) – libański polityk, pierwszy premier niepodległego Libanu w latach 1943–1945 i ponownie 1946–1951. Zginął w zamachu. Uważany jest za jedną z najważniejszych postaci w walce o niepodległość.